# Schlagerminnen
Schlagerminnen är ett coveralbum av Christer Sjögren, släppt 30 september 2009, med låtar mellan 1950-talet och 2000-talets första decennium .
Fastän det är ett coveralbum, innehåller det även den 2009 nyutkomna låten "Ge oss år tillbaka", skriven av Marianne Karlsson från Kareby 

## Låtlista
1. Ge oss år tillbaka
2. Du och jag (Help Yourself)
3. Rör min själ (You Raise Me Up)
4. Gröna små äpplen (Little Green Apples)
5. När jag ser tillbaka
6. Hej, du glada sommar (Tie a Yellow Ribbon Round the Ole Oak Tree)
7. Blad faller tyst som tårar (Leaves are the Tears of Autumn)
8. Vandra vidare
9. En röd blomma till en blond flicka (Red Roses For a Blue Lady)
10. Han måste gå (He'll Have To Go)
11. Din röst får en konstig klang (The Night Has a Thousand Eyes)
12. Balettdansös
13. Den sista valsen (The Last Waltz
14. Dansa en dans med mig (Ten Guitars)
15. Tusen och en natt (Strangers in the Night)

## Medverkande
- Christer Sjögren - sång
- Mårgan Höglund - trummor
- Rutger Gunnarsson - bas
- Sebastian Nylund - gitarr
- Peter Ljung - klaviatur
- Lennart Sjöholm - producent

## Listplaceringar
| Lista (2009-2010) | Topplacering |
| ----------------- | ------------ |
| Danmark           | 13           |
| Norge             | 13           |
| Sverige           | 5            |